# In These Arms
Singles de Bon Jovi
Bed of Roses
(1993) I'll Sleep When I'm Dead
(1993)
Clip vidéo
[vidéo] « In These Arms », sur YouTube
In These Arms est une chanson du groupe de rock américain Bon Jovi extraite de leur cinquième album studio, Keep the Faith, paru le 29 octobre 1992.
Le 9 mai 1993, six mois et dix jours après la sortie de l'album, la chanson a été publiée en single. C'était le troisième single tiré de cet album.
La chanson a atteint la 27e place aux États-Unis (dans le Hot 100 du magazine américain Billboard) dans la semaine du 12 juin 1993.
Au Royaume-Uni, le single avec cette chanson a atteint la 9e place au classement national dans la semaine du 16 au 22 mai 1993.